# Ban Sop Kham
Ban Sop Kham is een plaats in de amphoe Chiang Saen in Chiang Rai. De plaats heeft een school, namelijk de Ban Sop Kham School.

## Bezienswaardigheden[3]
- Wat Phra That Pha Ngao
- Wat Phra Borom That Nimit